# 5人の信者達
「5人の信者達」（ごにんのしんじゃたち、Obviously 5 Believers）は、ボブ・ディランの楽曲。1966年6月発売のアルバム『ブロンド・オン・ブロンド』に収録され、同年8月にシングルカットされた「女の如く」のB面に収録された。

## 概要
歴史家のショーン・ウィレンツによれば、1966年3月9日にナッシュビルのコロムビア・ミュージック・ロウ・スタジオで始まったレコーディング・セッションは、翌10日まで13時間にわたり連続して行われた。6曲が演奏され、いずれもがアルバム『ブロンド・オン・ブロンド』に収録された。
3月10日の早朝、ディランとミュージシャンたちは、1回のリハーサルの後、「雨の日の女」をワンテイクで完成させた。ロビー・ロバートソンはタバコを買いにスタジオを離れたため、「雨の日の女」には参加しなかったとされる。ロバートソンがコントロール・ルームに座っていると、ディランがマイク越しに「ロビー、次の曲で弾いてみないか？」と言った。ロバートソンはチャーリー・マッコイ、ウェイン・モス、アル・クーパー、ヘンリー・ストルゼレッキ、ハーガス・ピッグ・ロビンス、ケニー・バットレーらの間に加わった。以下はロバートソンの自伝からの記述である。
メロディと曲の構成はメンフィス・ミニーの「Chauffeur Blues」を元にしていると言われている。
4テイク録音され、最後のテイクが1966年6月20日発売のアルバム『ブロンド・オン・ブロンド』に収録された。また、8月18日にシングルカットされた「女の如く」のB面に収録された。
2015年11月発売の『The Bootleg Series Vol. 12: The Cutting Edge 1965–1966』にテイク3が収録された。